# Phyllobrotica stenidea
Phyllobrotica stenidea là một loài bọ cánh cứng trong họ Chrysomelidae. Loài này được Schaffer miêu tả khoa học năm 1932.